# WANIMA
WANIMA（日语：／ wanima */?）是日本三人摇滚乐队，於2010年结成。现为日本華納音樂旗下艺人。

## 成员
KENTA（1988年4月13日）
本名松本健太，熊本县天草市出生。主唱、贝司、作词、作曲。
KO-SHIN（1989年3月30日）
本名西田光真，熊本县天草市出生。吉他、和声。
FUJI（1986年8月8日）
本名藤原弘树，熊本县熊本市出生。鼓、和声。

## 经历
- 2006年KENTA在结束前一个乐队HANIMA的活动后来到东京。2008年KENTA從小的朋友KO-SHIN在自卫队退役后也来到东京。
- 2010年乐队结成。当时由KENTA和KO-SHIN以及初代鼓手组成，该鼓手在2012年退出，同年FUJI加入形成了现在的乐队。乐队名最初取三人名字的首字罗马字，初代鼓手的WA，西田的NI，松本的MA组成。在藤原加入后WA变为FUJIWARA。
- 2012年12月，与日本的时尚品牌LEFLAH开始合作。
- 2014年8月，与唱片公司PIZZA OF DEATH RECORDS（日语：PIZZA OF DEATH RECORDS）签约。同年多次参与PIZZA OF DEATH RECORDS社长横山健（日语：Ken Yokoyama）的演唱会。
- 2014年10月，第一张全国性CD、迷你专辑《Can Not Behaved》发售。同时开展全国巡回演唱会。
- 2015年，参与了ROCK IN JAPAN FESTIVAL、SUMMER SONIC等多个音乐节的演出。
- 2015年8月，第一张单曲《Think That...》发售。
- 2015年11月，第一张专辑《Are You Coming?》发售。首周获得ORICON周榜第4位的成绩。
- 2016年2月，获得“太空淋浴音乐大奖（SPACE SHOWER MUSIC AWARD）”最优秀新人奖。
- 2016年3月，专辑《Are You Coming?》获得第八届CD店大奖第二名。
- 2016年8月，第二张单曲《JUICE UP!!》发售。
- 2017年5月，第三张单曲《Gotta Go!!》发售。
- 2017年6月，影像作品《JUICE UP!! TOUR FINAL》发售，获得ORICON周榜DVD冠军。
- 2017年10月，歌曲《Charm》获得2017年MTV日本音乐录影带大奖最佳摇滚MV奖[1]。
- 2017年11月，参与了NHK企划[2]，创作歌曲（信号）并与1000名18岁青年同台共同歌唱。
- 2017年12月，首次参加朝日电视台MUSIC STATION SUPER LIVE 2017演唱会[3]。
- 2017年12月，首次参加第68回NHK紅白歌合戰[4]。
- 2018年1月，第一张主流出道专辑《Everybody!!》发售，首周即首次拿下ORICON周榜冠军[5]，同时还拿下了数字下载榜冠军。
- 2018年5月，单曲《Drive》配信，此曲为电影《OVER DRIVE（日语：OVER DRIVE (映画)）》主题曲，也是WANIMA首次为电影创作主题曲[6]。
- 2018年8月，WANIMA在大都会人寿巨蛋连续两天举办演唱会，共7万人到场，是乐队史上规模之最[7]。
- 2018年9月，关西杰尼斯8的歌曲发售，这首歌是WANIMA首次为其他艺人提供歌曲。
- 2019年3月，第四张单曲《Good Job!!》发售。
- 2019年10月，主流出道第二张完整专辑《COMINATCHA!!》发售，首周获得Oricon专辑周榜第一位。[8]

## 作品

### 单曲
|   | 发售日        | 标题          | 唱片编号              | ORICON 最高位 |
| - | ------------- | ------------- | --------------------- | ------------- |
| 1 | 2015年8月5日  | Think That... | PZCA-72               | 14位          |
| 2 | 2016年8月3日  | JUICE UP!!    | PZCA-78               | 4位           |
| 3 | 2017年5月17日 | Gotta Go!!    | WPCL-12663            | 3位           |
| 4 | 2019年3月6日  | Good Job!!    | WPCL-13028 WPCL-12993 | 3位           |

### 配信单曲
|   | 发售日         | 标题  |
| - | -------------- | ----- |
| 1 | 2017年3月8日   |       |
| 2 | 2017年10月26日 |       |
| 3 | 2018年5月16日  | Drive |

### 专辑
|      | 发售日         | 标题              | 唱片编号              | ORICON 最高位 |
| ---- | -------------- | ----------------- | --------------------- | ------------- |
| 迷你 | 2014年10月22日 | Can Not Behaved!! | PZCA-69               | 21位          |
| 1    | 2015年11月4日  | Are You Coming?   | PZCA-76               | 4位           |
| 2    | 2018年1月17日  | Everybody!!       | WPCL-12817            | 1位           |
| 3    | 2019年10月23日 | COMINATCHA!!      | WPZL-31671 WPCL-13112 | 1位           |

### 影像作品
|   | 发售日         | 标题                   | 规格   | ORICON 最高位 |
| - | -------------- | ---------------------- | ------ | ------------- |
| 1 | 2017年6月28日  | JUICE UP!! TOUR FINAL  | DVD/BD | 1位           |
| 2 | 2018年11月28日 | Everybody!! TOUR FINAL | DVD/BD | 2位           |

## 媒體演出

### 音樂特別節目
- WANIMA 18祭（日语：18祭） - 1000人的訊號（2017年12月20日，NHK綜合）
- 第68回NHK紅白歌合戰（2017年12月31日，NHK綜合、NHK World Premium）
- FNS歌之夏日祭典（日语：FNSうたの夏まつり）（富士電視台）
  - 2019 FNS歌之夏日祭典（日语：2019 FNSうたの夏まつり）（2019年7月24日）

### 廣播節目
- WANIMA的Wan-chan RADIO!!（2014年10月，CROSS FM（日语：CROSS FM））
- WANIMA的Wan-chan RADIO Season 2（2015年10月20日 - ，InterFM897）
- WANIMA的All Night Nippon GOLD（日语：オールナイトニッポンGOLD）（2015年12月25日，日本放送）
- WANIMA的All Night Nippon0(ZERO)（日语：WANIMAのオールナイトニッポン0(ZERO)）（2016年3月30日 - 2018年3月27日 ，日本放送）[9]
- WANIMA的All Night Nippon0(ZERO) ～1 CHANCE NIGHT FEVER～（日语：WANIMAのオールナイトニッポン0(ZERO)）（2018年4月29日 - 2019年3月23日，月播一次，日本放送）
- WANIMA的All Night Nippon ～日曜日～（日语：WANIMAのオールナイトニッポン0(ZERO)）（2019年4月14日 - ，月播一次，日本放送）

## 演唱会

### 巡回演唱会
- 2014年4月14日・22日

WANIMA "FEELINGS RIP" TOUR
- 2014年11月15日〜2015年5月17日

Can Not Behaved!! Tour / Can Not Behaved!! Encore Tour
- 2015年9月1日〜10月4日

WANIMA 「Think That… Tour」
- 2015年11月21日〜2016年2月27日

WANIMA「Are You Coming? Tour」
- 2016年9月20日〜2017年1月27日

WANIMA「JUICE UP!! TOUR」
- 2018年2月1日〜2018年5月4日

WANIMA「Everybody!! TOUR」

## NHK红白歌合战纪录
| 年份/屆數     | 出場 次數 | 曲目 | 出演 次序 | 對決歌手 | 備註 |
| ------------- | --------- | ---- | --------- | -------- | ---- |
| 2017年/第68回 | 初        |      | 10/23     | 水森香织 |      |